# Athyrium reichsteinii
Athyrium reichsteinii är en majbräkenväxtart. Athyrium reichsteinii ingår i släktet Athyrium och familjen Athyriaceae.

## Underarter
Arten delas in i följande underarter:
- A. r. microderris
- A. r. praetermissum
- A. r. reichsteinii